# Baltiska rådet
Baltiska rådet (estniska: Balti Assamblee, lettiska: Baltijas Asambleja, litauiska: Baltijos Asamblėja) är en mellanstatlig samarbetsorganisation bildad av de baltiska staterna. Rådet, som är en parlamentarikerförsamling bestående av ledamöter från Estlands, Lettlands och Litauens parlament, bildades den 8 november 1991. Det är även känt på svenska under namnet Baltiska församlingen.

## Medlemmar
| Medlem   | Parlament           | Ledamöter | År för anslutning |
| -------- | ------------------- | --------- | ----------------- |
| Estland  | Estlands parlament  | 20        | 1991              |
| Lettland | Lettlands parlament | 20        | 1991              |
| Litauen  | Litauens parlament  | 20        | 1991              |

## Partigrupper
För närvarande finns det tre partigrupper i Baltiska rådet.
- Konservativa gruppen
- Mittengruppen
- Socialdemokratiska gruppen

## Källhänvisningar
1. ↑  Nordiska ämbetsmannakommittén för transportfrågor, Nordisk Råd (1999): Den nordliga dimensionen och EU:s transportpolitik. TemaNord 1999:503. Läst 31 december 2014. (engelska)
2. ↑  Sørensen, Torkil (2014-06-17): "Samarbete mellan Nordiska rådet, Baltiska församlingen och Visegradländerna". Norden.org. Läst 31 december 2014.